# Proseč
Město Proseč (německy Prosetsch) se nachází v okrese Chrudim v Pardubickém kraji. Žije zde přibližně 2 100 obyvatel.

## Historie
Proseč vznikla v druhé polovině 12. nebo ve 13. století na území v majetku benediktinského kláštera v Podlažicích. Na počátku jejích dějin stál zřejmě útulek pro pocestné putující po stezce od Chrudimi na Moravu (název Proseč naznačuje místo prosekané v pohraničním hvozdu). S tím souvisí i zasvěcení kostela sv. Mikuláši, mj. patronu obchodníků a lidí na cestách. Je to římskokatolický farní kostel (farnost Proseč u Skutče, ve vikariátu Chrudim v rámci královéhradecké diecéze). První písemné zmínky o obci jsou z poloviny 14. století (1349 list arcibiskupa Arnošta z Pardubic, zmiňuje prosečský kostel a farnost; k roku 1368 se mluví o „oppidum Prossiecz“ – opevněném osídlení, městečku Proseč).
Při tažení husitských vojsk r. 1421 byl vypálen jak podlažický klášter, tak Proseč jako jeho majetek. Oblast se dostala do držení husitských hejtmanů, rod Kostků z Postupic vystavěl v nedaleké obci Boží dům kolem roku 1470 hrad (odsud nový název obce Nové Hrady), od té doby náležela Proseč k novohradskému panství.
Na počátku 17. století získal panství katolický rod Trautsonů. Osvícenské 18. století přináší do Proseče mnohé změny. Roku 1719 získává Proseč první městské privilegium a právo na konání dvou týdenních a dvou výročních trhů a následujícího roku městský znak. Je založena také první škola vedle kostela. Ve 20. letech proběhlo přerozdělení půdy rovnoměrně mezi hospodáře a v souvislosti s tím také výstavba nového náměstí s jednotnými dřevěnými domky s podsíňkami (v posledním dochovaném z těchto domků se v současné době nachází muzeum). Proseč měla rychtu, pod níž patřili i obyvatelé vsí Záboří, Martinice, Paseky, Podměstí (dnes městské části), Svatá Kateřina, Bor a Zderaz. Roku 1750 získává novohradské panství rod ze Chamaré, následujícího roku získává Proseč druhé městské privilegium a také sloup se sochou sv. Trojice, stojící uprostřed náměstí. V Proseči je obnovena samostatná farnost a u kostela vystavěna fara. Po vydání tolerančního patentu vzniká i evangelický (resp. helvetský) sbor a spolu s ním škola, kostel a fara.
Od 17. století se datuje historie prosečského sklářství. Pracovalo se v panských sklárnách v Záboří a později na Posekanci (na plochách uvolněných těžbou dřeva pro provoz sklárny vznikly obce Paseky a Martinice). Sklářští odborníci přišli z Německa, později na ně navázaly domácí osobnosti, které se uplatnily i po uzavření sklárny roku 1883 – Bohdan Kadlec jako ředitel sklárny v Harrachově a Alois Metelák jako ředitel sklářské umělecké školy v Železném Brodě. Z dalších průmyslových odvětví se v Proseči rozvíjelo lnářství a plátenictví, po jejich úpadku spojeném s nástupem bavlnářství potom výroba dýmek, nejdříve domácká, postupně vznikají dílny s celoročním provozem s více zaměstnanci a samostatné pasírny.
Proseč se dál rozvíjela i v 19. století, její podobu radikálně proměnil požár roku 1868, při kterém dřevěné náměstí lehlo popelem. Postupně vzniká v obci pošta, četnická stanice, spolek hasičů, čtyřtřídní obecná i pokračovací průmyslová škola (současně funguje i dvoutřídní evangelická škola). Založen byl také spolek ochotnického divadla, Svatojosefská jednota, Sokol a jeho katolický protějšek Orel. Život nejen na Prosečsku zachytila ve svých dílech spisovatelka Teréza Nováková, která zde zakoupila domek a jezdila sem na letní i dlouhodobé pobyty. Nové století přináší další změny ve vzhledu náměstí – domy jsou přestavovány na zděné, nastavují se patra, je postavena nová radnice a po přesunutí hřbitova je realizována novostavba kostela. Přibývají nové ulice. Ve třicátých letech udělila Proseč (na doporučení prezidenta T. G. Masaryka) domovské právo německým spisovatelům Heinrichu a Thomasi Mannovým a dalším členům jejich rodiny, které jim umožnilo vycestovat z fašistického Německa do Spojených států. Jejich přítelem byl známý germanista a syn Terézie Novákové, profesor Arne Novák. Za války operovaly na Prosečsku skupiny partyzánů. V roce 1945 fungovalo v Proseči 18 podniků na výrobu dýmek, většina z nich byla ale během komunistického režimu zlikvidována. Přesto dýmkařská tradice žije dodnes jak v tovární podobě, tak jako domácí řemeslo, a je prezentována v Muzeu dýmek, údajně jediném muzeu dýmek v Česku.

## Současnost
Druhá polovina 20. století přinesla sadovou úpravu náměstí a velký stavební rozvoj, který znamenal propojení zástaveb Proseče, Záboří a Podměstí v jeden celek i rozšíření obce do všech směrů. Byla vybudována mateřská škola a komplex základní školy. Zaměstnání poskytovaly především podniky Elektro-Praga, Li-Ra, Modena, Pragoděv, Koh-i-noor, Centropen, Kara, DIPRO (Družstvo invalidů Proseč), JZD a několik kamenolomů. Po roce 1989 tyto podniky kromě Dipra z Proseče odešly nebo zanikly, rozvíjelo se však soukromé podnikání a také cestovní ruch, podporovaný především Sdružením obcí Toulovcovy Maštale, které v okolí provozuje síť cyklostezek, tři rozhledny a přímo v Proseči turistické infocentrum. Pořádá také každoroční závody horských kol.
Pokračuje také tradice literární soutěže Proseč Terézy Novákové a její žákovské verze Malá Proseč Terézy Novákové. Občanské aktivity zahrnují řadu sportovních aktivit (Sokol, Orel, fotbalisté, hokejisté, paintball, freestyle BMX...), dobrovolné hasiče (Proseč, Záboří, Česká Rybná, Miřetín), kulturně společenské aktivity, funguje zde mateřská a základní škola, městská knihovna, kino, Skaut, mateřské centrum, klub seniorů, pěvecké soubory, římskokatolická farnost a farní sbor Českobratrské církve evangelické.
Ke dni 17. března 2011 byl obci obnoven status města. Během léta 2015 obec přejmenovávala místní poštu (adresní místo) z původního názvu „Proseč u Skutče“ odebráním přívlastku „u Skutče“. Ve stejné době také byly přejmenovány zdejší ulice a náměstí.

## Pamětihodnosti

### Kostel sv. Mikuláše
Kostel sv. Mikuláše je připomínán už k roku 1350 jako farní. Z původní gotické stavby se dochoval presbytář – dnes levá (východní) kaple nové stavby, pětiboká s šesti pískovcovými žebry a plochým kulatým svorníkem. Do vnějšího zdiva sakristie je začleněn profilovaný gotický portál. Původní stavba byla několikrát rozšiřována, v letech 1912–1913 byl postaven nový prostorný kostel kolmo na osu původního, s presbytářem na jihojihovýchodě. Architektem byl Bóža Dvořák, nový kostel navrhl v gotizujícím stylu.
V interiéru jsou velké malby provedené po první světové válce malířem Antonínem Häuslerem podle šablon Mikoláše Alše. Malby nad bočními kaplemi a v závěru nového presbytáře zobrazují české světce – Václava, Ludmilu a Cyrila s Metodějem, zajímavé je zvýraznění národnostního vyznění vyobrazením hory Řípu, pluhu Přemysla Oráče, lipové větvičky apod.; svatý Václav na malbě odložil do pozadí svůj štít s přemyslovskou orlicí a místo něj přijal pod ochranu znak Československé republiky. Podruhé najdeme československý znak na klenbě závěru presbytáře, v pravé kapli je znak Proseče. Další vyobrazení – Beránek Boží se symboly víry, naděje a lásky, Maria na trůnu, čtyři evangelisté. V levé kapli jsou starší malby zachycující výjev z podobenství o milosrdném Samaritánovi a setkání Abrahama s Melchisedechem.

### Další pamětihodnosti
- Sousoší Nejsvětější Trojice (kulturní nemovitá památka zapsaná na seznamu v majetku města Proseč)
- Evangelický kostel (podán návrh na zapsaní stavby včetně zdobených lavic do seznamu kulturní nemovitých památek)
- Dům čp. 61 - Muzeum dýmek s expozicí historie Prosečska (kulturní nemovitá památka zapsaná na seznamu v majetku města Proseč)
- Evangelická škola čp. 7 (kulturní nemovitá památka zapsaná na seznamu v majetku města Proseč)
- Dům čp. 74 české spisovatelky Terézy Novákové
- Pomník v parku gen. Svatoně a kpt. Sošky - Paseky (pomník je postaven v místě, kde byli zastřeleni SS oba partyzáni)
- Pomník obětem světových válek v areálu základní školy
- Socha Terézy Novákové v areálu základní školy
- Rozhledna Terezka
- Planetární stezka
- Litinový kříž s nápisem v parčíku uprostřed náměstí

## Přírodní zajímavosti
- Přírodní rezervace Maštale

## Osobnosti spojené s městem
- Thomas Mann – německý spisovatel, získal v Proseči domovské právo, stejně jako jeho bratr Heinrich a další členové rodiny
- Heinrich Mann – německý spisovatel
- Teréza Nováková – česká spisovatelka, v Proseči pobývala, odehrává se zde její román Děti čistého živého, Drašar, Úlomky žuly
- Arne Novák – syn spisovatelky Terézy Novákové, literární kritik
- Václav Vojtěch Tošovský – lékař a spisovatel
- Antonín Vávra (1848–1928) – profesor mechanické technologie a rektor ČVUT
- Josef Horák (1874–1960) –  český kapelník a skladatel
- Ladislav Dvořák – poslanec, ministr vlády, bankéř, manažer
- Vavřinec Toulovec z Třemošné

## Části obce
Město Proseč má 7 místních částí a 8 osadních částí:
- Proseč
- Česká Rybná
- Martinice
- Miřetín
- Paseky
- Podměstí
- Záboří a osadní část Pastvisko